# Tie Your Mother Down
Tie Your Mother Down – singel zespołu Queen, napisany przez gitarzystę Briana Maya, zamieszczony też na albumie A Day at the Races. Rozpoczyna się on jednym z najbardziej charakterystycznych riffów gitarowych na świecie.
Wykonanie tego utworu było żelaznym punktem każdego koncertu Queen, a później solowych występów Briana (grany od roku 1976 do dzisiaj). Słynny riff May wymyślił na wzgórzu na Teneryfie, gdzie prowadził badania do swojej pracy magisterskiej z astronomii.
Wydanie na żywo znajduje się na albumach: Live Killers, Queen Rock Montreal, Queen on Fire – Live at the Bowl, Live at Wembley ’86 i Hungarian Rhapsody: Queen Live in Budapest ’86.

## Listy przebojów
| Kraj              | Lista (1976/1977)      | Pozycja |
| ----------------- | ---------------------- | ------- |
| Holandia          | Single Top 100         | 10      |
| Belgia            | Ultratop 50 (Flandria) | 18      |
| Wielka Brytania   | UK Singles Chart       | 31      |
| Stany Zjednoczone | Billboard Hot 100      | 49      |

## Twórcy
- Freddie Mercury – wokale główne i chórki.
- Brian May – gitara elektryczna, chórki, fisharmonia (wersja albumowa).
- Roger Taylor – perkusja, chórki, gong (wersja albumowa).
- John Deacon – bas, chórki.